# Ius utendi et abutendi
La locuzione latina ius utendi et abutendi, in italiano diritto di usare e di consumare, si riferisce al diritto del proprietario di usare una cosa e anche di consumarla.
L'origine della locuzione è attribuita al giurista del XVI secolo Hotman, che nel Commentarius de verbis iuris antiquitatum scrive a proposito del diritto di proprietà: "Ius ac potestas re quapiam tum utendi, tum abutendi, quatenus iure civili permittitur" ("il diritto e la potestà sia d'usare sia di consumare una qualunque cosa, nella misura in cui lo permetta il diritto civile").
Altre dottrine hanno tuttavia interpretato il brocardo in maniera differente, principalmente all'interno del dibattito in tema di atti emulativi. Si attribuisce in tal senso un diverso significato al termine "abutere", intendendolo come il diritto del proprietario di usare dei propri beni nel modo che egli preferisca, indicando abutendi il netto profilo del travalicamento del limite, nel caso in questione dei limiti attinenti al diritto di proprietà. Da ricordare che la stessa versione originaria del Code Napoléon del 1804 era indirizzata fortemente verso questa interpretazione.